# Pentrefoelas
Pentrefoelas est un village et une communauté du borough de comté de Conwy, au pays de Galles.
Situé dans le sud du borough de comté, il est traversé par la route A5. Au recensement de 2011, la communauté de Pentrefoelas, qui inclut aussi le hameau de Rhydlydan (cy), comptait 356 habitants.